# ノタルクタス
ノタルクタス（学名：Notharctus）は5千万年前にヨーロッパから北アメリカに分布していた霊長目の属。今日の霊長目の中ではキツネザル科に近く、体格もキツネザルに似る。ただしキツネザルよりも顔が小さく、目が顔の前方に近い。指は親指も含めて細長く、枝の保持に適している。背骨が柔軟で、体長は尾を除いて約40センチメートルである。果物や昆虫を食していたと考えられる。
ノタルクタスが属する下目Adapiformesは絶滅した。Adapiformesに属する最後の属Sivaladapisは中新世に絶滅した。
ノタルクタスは現在5種が知られている。この他、本属と考えられる7種が化石として発見されている。